# John Adson
Pour les articles homonymes, voir Adson.
John Adson (1585-1640) est un compositeur et musicien britannique, joueur de flûte à bec et de cornet à bouquin.

## Biographie
Il fut au service du duc de Lorraine puis de la cour d'Angleterre.

## Œuvres
Il a composé notamment son Courtly Masquing Ayres.

## Sources
Alain Féron, « Courtly Masquing Ayres, ADSON (John)  », Encyclopædia Universalis [en ligne], consulté le 8 janvier 2015. [lire en ligne]